# Visnums Stormosse naturreservat
Visnums Stormosse naturreservat är ett naturreservat i Kristinehamns kommun i Värmlands län.
Området är naturskyddat sedan 2021 och är 356 hektar stort. Reservatet ligger sydväst om Degerfors och består av en stor gölmosse, med ett hundratal relativt små gölar.